# Luka Garza
Luka H. Garza (Washington, 27 dicembre 1998) è un cestista statunitense naturalizzato bosniaco.

## Biografia
Lo zio materno è l'ex cestista Teoman Alibegović.

## Caratteristiche tecniche
Di ruolo centro, è bravo a giocare con i piedi e in post-basso, oltre a essere molto pericoloso al tiro da tre punti. Pecca invece in fase difensiva e nell'atletismo.

## Carriera
A livello di high school ha giocato con la Maret School di Washington. Dal 2017 al 2021 ha militato negli Hawkeyes dell'Università dell'Iowa. Nonostante diversi premi individuali, è stato scelto nel Draft del 2021 solo con la 50ª scelta dai Detroit Pistons.
Può vantare numerosi riconoscimenti individuali, fra cui lo Sporting News Player of the Year, vinto nel 2020 e nel 2021.

## Statistiche

### NCAA
| Anno      | Squadra       | PG  | PT  | MP   | TC%  | 3P%  | TL%  | RP  | AP  | PRP | SP  | PP   |
| --------- | ------------- | --- | --- | ---- | ---- | ---- | ---- | --- | --- | --- | --- | ---- |
| 2017-2018 | Iowa Hawkeyes | 33  | 26  | 21,7 | 55,7 | 34,8 | 68,1 | 6,4 | 1,1 | 0,3 | 1,0 | 12,1 |
| 2018-2019 | Iowa Hawkeyes | 33  | 30  | 22,9 | 53,1 | 29,2 | 80,4 | 4,4 | 0,8 | 0,3 | 0,5 | 12,7 |
| 2019-2020 | Iowa Hawkeyes | 31  | 31  | 32,0 | 54,2 | 35,8 | 65,1 | 9,8 | 1,2 | 0,8 | 1,8 | 23,9 |
| 2020-2021 | Iowa Hawkeyes | 31  | 31  | 31,7 | 55,3 | 44,0 | 70,9 | 8,7 | 1,7 | 0,7 | 1,6 | 24,1 |
| Carriera  | Carriera      | 128 | 118 | 26,9 | 54,6 | 36,7 | 70,1 | 7,3 | 1,2 | 0,5 | 1,2 | 18,0 |

#### Massimi in carriera
- Massimo di punti: 44 vs Michigan (6 dicembre 2019)[2]
- Massimo di rimbalzi: 18 (2 volte)
- Massimo di assist: 5 vs Ohio State (4 febbraio 2021)
- Massimo di palle rubate: 4 vs Purdue (3 marzo 2020)
- Massimo di stoppate: 5 (2 volte)
- Massimo di minuti giocati: 40 (3 volte)

### NBA

#### Regular Season
| Anno      | Squadra            | PG  | PT | MP   | TC%  | 3P%  | TL%  | RP  | AP  | PRP | SP  | PP  |
| --------- | ------------------ | --- | -- | ---- | ---- | ---- | ---- | --- | --- | --- | --- | --- |
| 2021-2022 | Detroit Pistons    | 32  | 5  | 12,2 | 44,9 | 32,7 | 62,3 | 3,1 | 0,6 | 0,3 | 0,2 | 5,8 |
| 2022-2023 | Minnesota T'wolves | 28  | 0  | 8,7  | 54,3 | 35,9 | 78,8 | 2,3 | 0,6 | 0,1 | 0,1 | 6,5 |
| 2023-2024 | Minnesota T'wolves | 25  | 0  | 4,9  | 48,0 | 28,1 | 72,0 | 1,2 | 0,2 | 0,2 | 0,0 | 4,0 |
| 2024-2025 | Minnesota T'wolves | 39  | 0  | 5,6  | 49,5 | 27,8 | 68,6 | 1,4 | 0,3 | 0,2 | 0,1 | 3,5 |
| Carriera  | Carriera           | 124 | 5  | 7,8  | 49,0 | 31,4 | 69,9 | 2,0 | 0,4 | 0,2 | 0,1 | 4,9 |

#### Playoffs
| Anno     | Squadra            | PG | PT | MP  | TC%  | 3P%  | TL%  | RP  | AP  | PRP | SP  | PP  |
| -------- | ------------------ | -- | -- | --- | ---- | ---- | ---- | --- | --- | --- | --- | --- |
| 2024     | Minnesota T'wolves | 7  | 0  | 3,7 | 83,3 | 66,7 | 87,5 | 0,9 | 0,1 | 0,0 | 0,0 | 4,1 |
| 2025     | Minnesota T'wolves | 5  | 0  | 3,8 | 100  | 100  | -    | 0,6 | 0,0 | 0,0 | 0,0 | 2,6 |
| Carriera | Carriera           | 12 | 0  | 3,8 | 88,9 | 75,0 | 87,5 | 0,8 | 0,1 | 0,0 | 0,0 | 3,5 |

#### Massimi in carriera
- Massimo di punti: 25 vs Utah Jazz (8 febbraio 2023)[3]
- Massimo di rimbalzi: 14 vs San Antonio Spurs (1º gennaio 2022)
- Massimo di assist: 4 vs Philadelphia 76ers (10 aprile 2022)
- Massimo di palle rubate: 2 vs Chicago Bulls (23 ottobre 2021)
- Massimo di stoppate: 2 vs Chicago Bulls (11 gennaio 2022)
- Massimo di minuti giocati: 40 vs San Antonio Spurs (1º gennaio 2022)

### G League
| Anno      | Squadra           | PG | PT | MP   | TC%  | 3P%  | TL%  | RP   | AP  | PRP | SP  | PP   |
| --------- | ----------------- | -- | -- | ---- | ---- | ---- | ---- | ---- | --- | --- | --- | ---- |
| 2021-2022 | Motor City Cruise | 20 | 20 | 30,9 | 51,3 | 31,4 | 70,3 | 9,3  | 1,5 | 0,9 | 1,2 | 21,5 |
| 2022-2023 | Iowa Wolves       | 15 | 15 | 35,5 | 62,9 | 47,1 | 75,0 | 9,8  | 3,4 | 0,6 | 1,2 | 30,3 |
| 2023-2024 | Iowa Wolves       | 3  | 3  | 36,1 | 57,4 | 33,3 | 85,7 | 12,3 | 3,0 | 0,3 | 1,7 | 36,7 |
| Carriera  | Carriera          | 38 | 38 | 33,1 | 56,8 | 37,2 | 74,5 | 9,7  | 2,3 | 0,7 | 1,2 | 26,2 |

## Palmarès
- Naismith College Player of the Year (2021)
- John R. Wooden Award (2021)
- NABC Player of the Year (2021)
- Pete Newell Big Man Award (2020, 2021)
- Sporting News Player of the Year (2020, 2021)
- Kareem Abdul-Jabbar Award (2020, 2021)
- Oscar Robertson Trophy (2021)